# Imani
Imani (traducida como La Fe) (formato original HDCam – Color). 

## Sinopsis
La película transcurre durante un día cualquiera en Kampala, la capital de Uganda, en la provincia de Gulu. Para tres personas no será un día cualquiera. Mary, que trabaja en la casa de una mujer de la alta sociedad, deberá encontrar el dinero necesario para comprar a la policía y liberar a su hermana. Olweny es un ex niño soldado de 12 años que deja el centro de rehabilitación para volver al pueblo de sus padres, destruido por la guerra. Armstrong, un bailarín de breakdance, debe montar un espectáculo para esa misma noche.